# Bicocca rossa
Bicocca rossa (The Red Lane) è un film muto del 1920 diretto da Lynn Reynolds.

## Trama
Ritornata a casa dopo aver studiato in convento, Marie Beaulieu scopre che suo padre è a capo di una banda di contrabbandieri. L'uomo vuole che Marie si sposi con Dave Roi, uno dei membri della banda. Sconvolta, Marie fugge, aiutata da Norman Aldrich, un doganiere. Riparata in una piccola città, conosce padre Leclair di cui diventa amica. Beaulieu rintraccia la figlia e la rapisce. Aldrich, allora, corre in suo aiuto: lottando con il contrabbandiere, questo rimane ucciso. Aldrich viene arrestato ma del delitto si accusa un pastore che confessa di aver ucciso Beaulieu a causa di un vecchio rancore.
Ad Aldrich, che vince le elezioni, viene affidato il compito di liberare la città dai malviventi. Lui e Marie ora possono sposarsi.

## Produzione
Il film fu prodotto dall'Universal Film Manufacturing Company. Venne girato all'Universal al 100 di Universal City Plaza e, per gli esterni, al Big Bear Lake nella Big Bear Valley, al San Bernardino National Forest, in California.

## Distribuzione
Distribuito dall'Universal Film Manufacturing Company, il film uscì nelle sale cinematografiche USA il 12 luglio 1920.